# Саратовский цирк имени братьев Никитиных
Сара́товский цирк и́мени бра́тьев Ники́тиных — цирк в Саратове, второй стационарный цирк в Европе (после Пензенского). Основан в 1876 году цирковыми предпринимателями и артистами братьями Никитиными. Является федеральным объектом, подчиняющимся Министерству культуры РФ.

## История

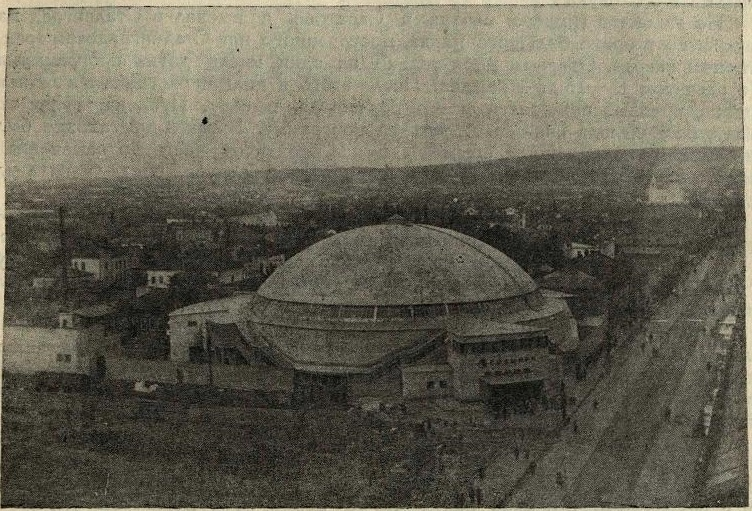
Саратовский госцирк в 1931 году

Первые цирковые представления в Саратове давались во временных помещениях на ярмарках. В 1864 году для цирковых представлений было выстроено помещение, названное «Театр-цирк», но вскоре оно было разрушено.
5 декабря 1873 года братья Никитины выкупили у некоего Эмануэля Беранека, владельца странствующего цирка, его предприятие. В этом же году они открыли собственный цирк, первое представление которого состоялось 25 декабря 1873 года в Пензе на льду р. Сура, однако первое стационарное здание цирка в стране было построено именно в Саратове.
В 1876 году братья Никитины построили в Саратове стационарный цирк.
В конце 1928 года старое здание цирка было снесено. В 1931 году было возведено новое здание по проекту архитектора Б. С. Виленского.

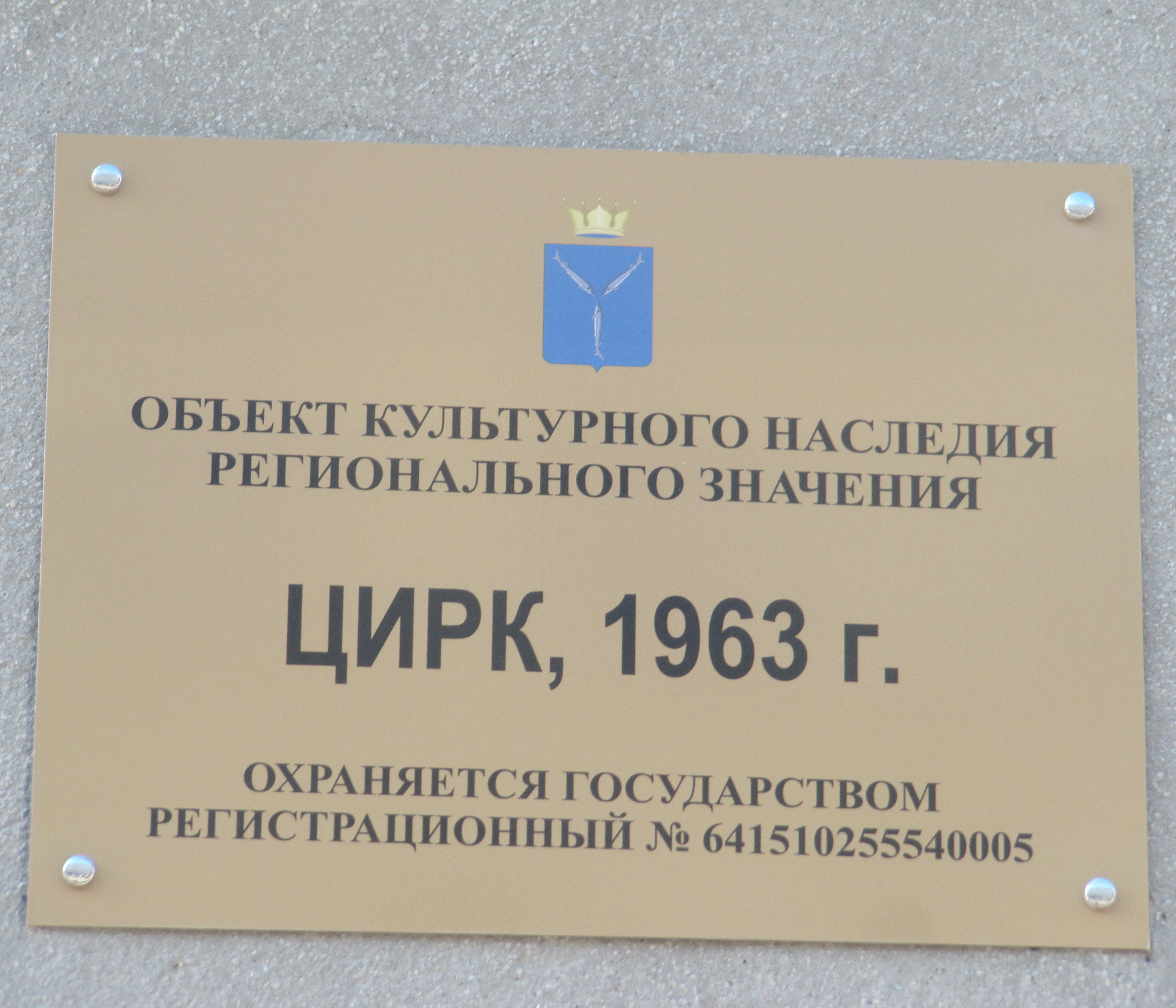
Цирк 1963г табличка Саратов

В 1959—1963 годах производилась капитальная реконструкция здания и его внешний вид значительно изменился. В 1998 году была проведена ещё одна реконструкция здания цирка.
В 1973 году цирк был награждён орденом Трудового Красного Знамени.
На арене Саратовского цирка начинали выступать братья Вальтер и Мстислав Запашный, а также дебютировали Олег Попов («Солнечный клоун») и Михаил Румянцев («Карандаш»).
В 1971 году на площади перед главным входом цирка заработал фонтан «Одуванчик». В 1998 году к 125-летию цирка Никитиных фонтан «Одуванчик» украсили бронзовые фигуры стоящих на шарах цирковых животных: медведя, льва, слона и морского льва.
Весной 2017 года цирк был закрыт на реконструкцию, затянувшуюся на несколько сезонов. В августе 2020 года здание цирка посетил спикер Госдумы РФ Вячеслав Володин, выразивший недовольство ходом его ремонта и сообщивший о том, что затягивание сроков реконструкции будет расследовано.
25 декабря 2020 года в центре Саратова, в сквере рядом со зданием цирка, прошло торжественное открытие памятника братьям Никитиным (Дмитрию, Акиму и Петру) — основателям саратовского цирка.
25 декабря 2020 года в не сданном в эксплуатацию здании цирка, под давлением чиновников, был проведён закрытый показ единственного представления. В начале мероприятия спикеры называли его «официальным открытием цирка» и «событием года».
3 июля 2021 цирк открыт после капитального ремонта проходившего с 2017 года.
10 августа 2021 года спустя чуть больше месяца после открытия загорелся купол цирка.

## Фотографии

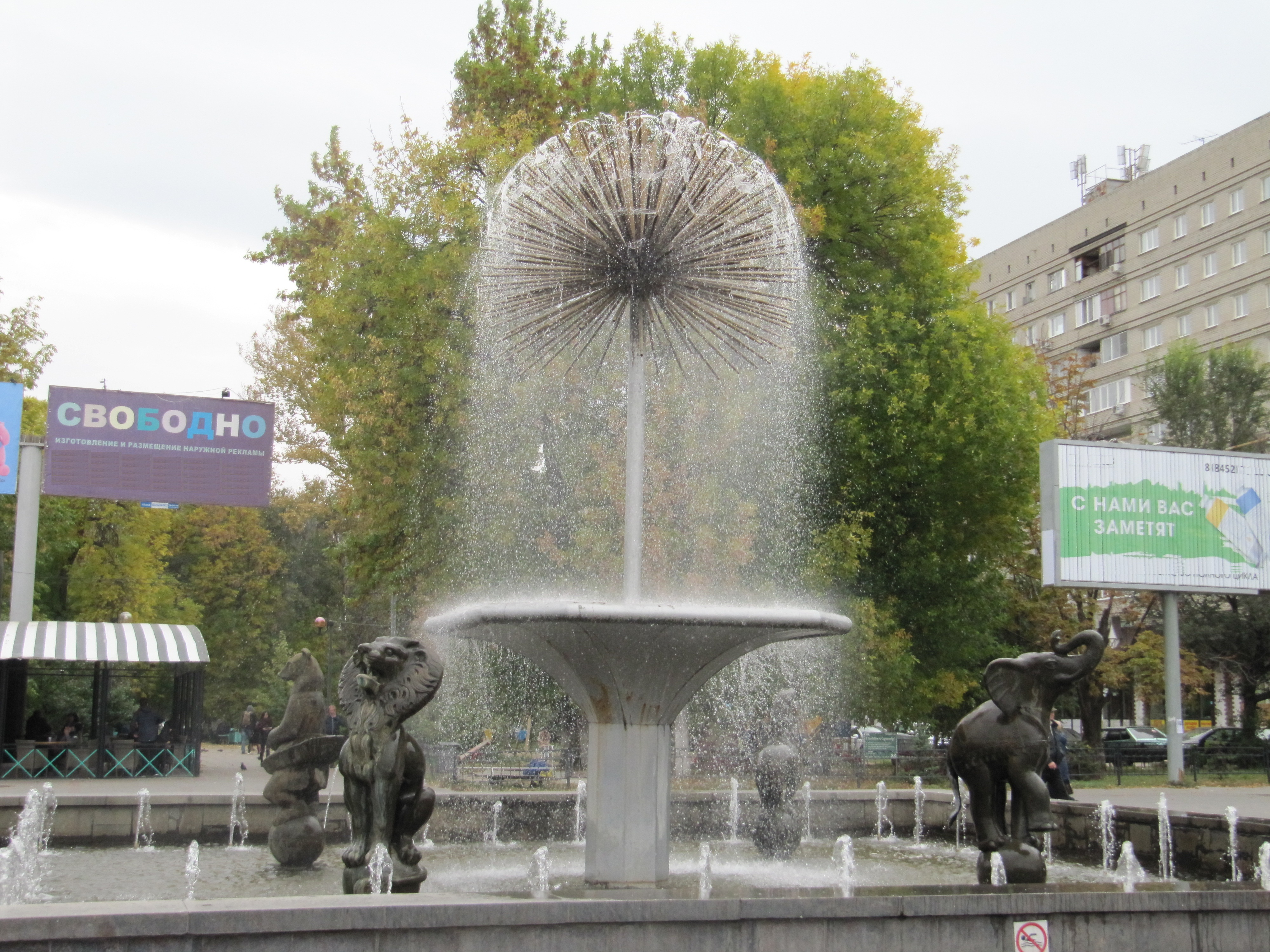
Фонтан Одуванчик у цирка
Памятник Братья Никитины